# Xylotrechus lautus
Xylotrechus lautus är en skalbaggsart som först beskrevs av Masaki Matsushita 1933.  Xylotrechus lautus ingår i släktet Xylotrechus och familjen långhorningar. Utöver nominatformen finns också underarten X. l. fujitai.